# Final do Campeonato Mundial de Clubes da FIFA de 2005
A final do Campeonato Mundial de Clubes da FIFA de 2005 foi uma partida de futebol disputada entre a equipe brasileira do São Paulo, representante da CONMEBOL, e a equipe inglesa do Liverpool, representante da UEFA. Ela foi realizada no dia 18 de dezembro de 2005 no Estádio Internacional de Yokohama, na cidade de Yokohama, Japão, para decidir o vencedor do Campeonato Mundial de Clubes da FIFA de 2005. Este evento reuniu os vencedores das principais competições das associações continentais da FIFA. O São Paulo sagrou-se vencedor da Copa Intercontinental duas vezes consecutivas, em 1992 e 1993; já o Liverpool, perdeu as duas finais que participou, nos anos de 1981 e 1984.
Ambas as equipes se classificaram para tal evento conquistando as respectivas copas continentais. O São Paulo foi campeão da Copa Libertadores do respectivo ano, derrotando na final o Atlético Paranaense pelo placar agregado de 5–1. O Liverpool, por sua vez, tornou-se vencedor da temporada 2004–05 da Liga dos Campeões da UEFA, após derrotar o Milan nas cobranças de pênaltis por 3–2, após um empate em 3–3 no tempo normal. As duas equipes disputaram um jogo na competição para poderem alcançar a final: o São Paulo derrotou o Al-Ittihad, vencedor da Liga dos Campeões da AFC de 2005, por 3–2, enquanto o Liverpool aplicou 3–0 no Deportivo Saprissa, equipe vencedora Copa dos Campeões da CONCACAF de 2005.
Assistido por um público de 66 821 espectadores, o São Paulo conquistou a vantagem no primeiro tempo após um gol marcado pelo volante Mineiro. O Liverpool desperdiçou inúmeras chances de igualar o marcador nos quarenta e cinco minutos iniciais. No segundo tempo, obteve pleno domínio do jogo e teve três gols anulados corretamente. Apesar de todas as oportunidades para empatar a partida, nenhuma foi aproveitada e o São Paulo se sagrou campeão vencendo o jogo por 1–0.

## Caminhos até a final
| São Paulo    | São Paulo    | Campeonato Mundial de Clubes da FIFA de 2005 | Liverpool    | Liverpool    |
| Time         | Resultado    | Campeonato Mundial de Clubes da FIFA de 2005 | Time         | Resultado    |
| ------------ | ------------ | -------------------------------------------- | ------------ | ------------ |
| Não disputou | Não disputou | Quartas de Final                             | Não disputou | Não disputou |
| Al-Ittihad   | 3–2          | Semifinais                                   | Saprissa     | 3–0          |

## Antecedentes
O São Paulo se qualificou para disputar o Campeonato Mundial de Clubes da FIFA ao conquistar a Copa Libertadores da América. Eles se tornaram campeões da edição de 2005 ao derrotarem o Atlético Paranaense no agregado de 5–1 (1–1 no primeiro jogo e 4–0 no segundo). Esta foi a primeira, e por enquanto, única participação da equipe na competição, apesar de já ter disputado a antecedente e equivalente Copa Intercontinental, vencida em 1992 diante do Barcelona, e em 1993 contra o Milan.[carece de fontes?] O Liverpool se qualificou para entrar na competição ao se sagrarem campeões da Liga dos Campeões da UEFA da temporada 2004–05, derrotando o Milan na cobrança de pênaltis por 3–2, após um empate heroico no tempo normal por 3–3, partida que é referida como "O Milagre de Istambul", devido ao Liverpool reverter uma vantagem de três gols do Milan construída na primeira etapa. Semelhante ao São Paulo, o Liverpool participou da competição pela primeira vez (retornou em 2019), apesar de ter disputado duas vezes a Copa Intercontinental, sendo derrotado em 1981 pelo Flamengo e em 1984 pelo Independiente.[carece de fontes?]
Ambos os times entraram na competição diretamente nas semifinais. O oponente do São Paulo foi o campeão da Liga dos Campeões da AFC de 2005, a equipe árabe do Al-Ittihad. Com uma vitória de 3–2, construída através de dois gols de Amoroso e um gol de pênalti do goleiro Rogério Ceni, o clube se classificou para poder disputar a final. Já o Liverpool enfrentou o campeão da Copa dos Campeões da CONCACAF de 2005, o time costarriquenho do Deportivo Saprissa, o qual venceu facilmente por 3–0, com dois gols de Peter Crouch e um de Steven Gerrard.
Tanto o São Paulo como o Liverpool alcançaram uma boa posição nos seus campeonatos nacionais respectivos. O Campeonato Brasileiro de Futebol de 2005 - Série A já havia encerrado duas semanas antes da competição, tendo o São Paulo finalizado o mesmo na décima primeira posição, vencendo e sendo derrotado em 16 jogos e empatando 10.[carece de fontes?] A FA Premier League de 2005–06 estava se aproximando de sua metade quando o Liverpool ingressou no Campeonato Mundial de Clubes da FIFA; a equipe estava na segunda colocação e havia vencido o último jogo antes da competição, para o Middlesbrough pelo placar de 2–0. Este triunfo ampliou para dez jogos a sequência da equipe sem conceder um gol ao adversário, estabelecendo um recorde do clube.
O treinador do São Paulo, Paulo Autuori concedeu uma entrevista afirmando que sua equipe teria que melhorar o seu desempenho na partida da semifinal para que conseguissem vencer a partida: "Nós vamos ter que melhorar certos aspectos do nosso jogo se quisermos ganhar a final". Autouri não estava preocupado com a ameaça aérea do Liverpool, mas estava esperando por uma grande posse de bola adversária durante a partida: "As equipes inglesas são bem conhecidas por sua excelência no jogo aéreo, mas o Liverpool é uma equipe que consegue manter a bola muito bem também, como eles provaram ao ganhar a Liga dos Campeões".
O treinador do Liverpool, Rafa Benítez decidiu por assumir a equipe na partida, apesar da morte de seu pai no início da semana. Benítez estava confiante de que sua equipe seria capaz de derrotar o São Paulo: "Estamos jogando com confiança e tanta vontade que eu acho que podemos vencer qualquer um". O atacante Crouch, que marcou duas vezes na semifinal foi tão inflexível como seu treinador quando indagado sobre ganhar a competição, acrescentando que "Nós não viajamos todo esse caminho até o Japão para vir aqui e passear."

## Partida

### O jogo

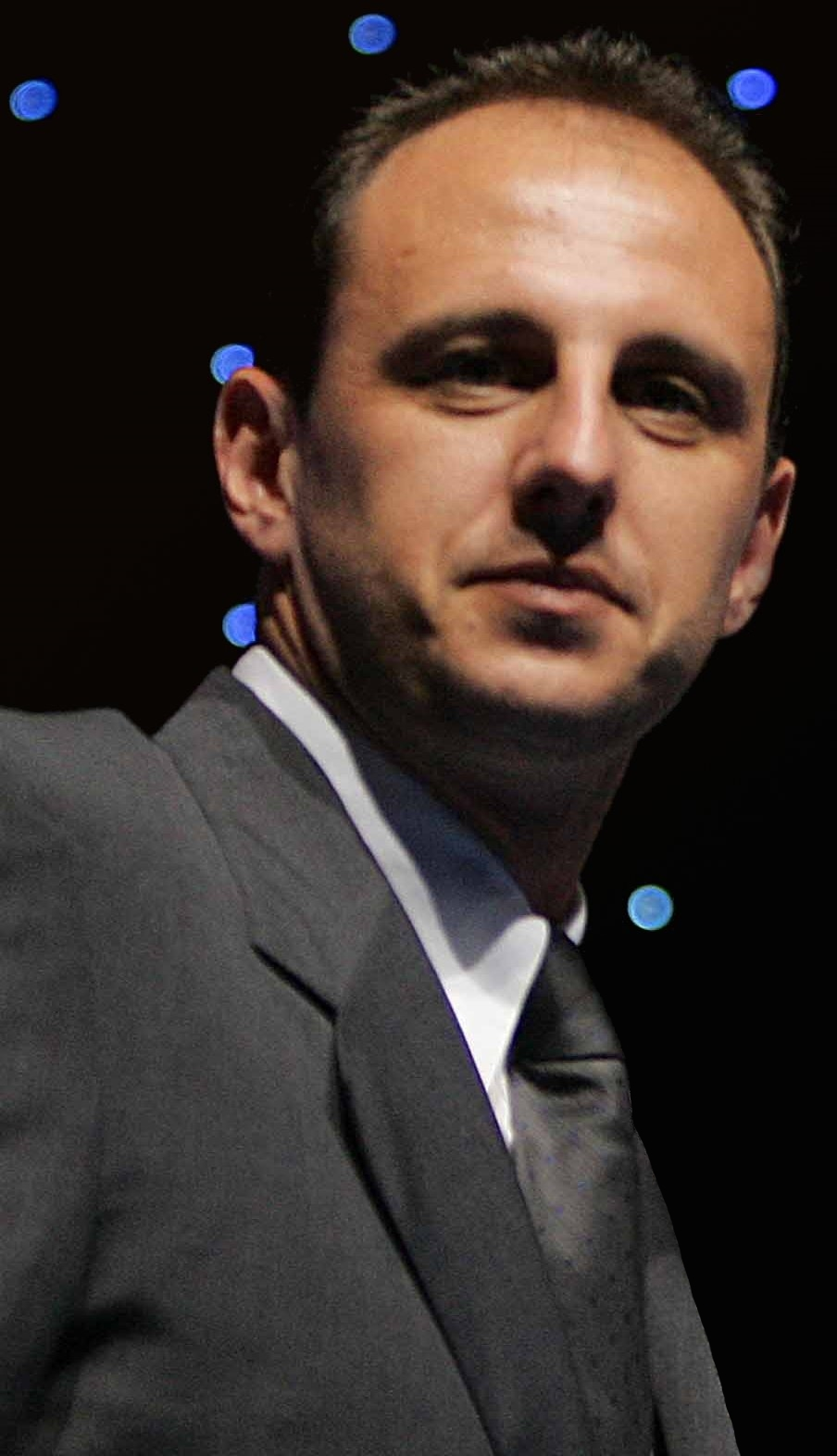
O goleiro Rogério Ceni fez grandes defesas e foi eleito o "Homem do jogo".

Antes do início da partida, um minuto de silêncio foi respeitado, em virtude da morte de Francisco, pai do treinador do Liverpool Rafa Benítez, o qual havia falecido de insuficiência cardíaca na quarta-feira anterior à final. Ambas as equipes foram ao gramado com braçadeiras pretas em um sinal de respeito. O jogo teve um atraso para seu início devido à invasão de um torcedor, o qual se dirigiu em direção a um dos goleiros e ficou se segurando na trave até ser retirado pela equipe de segurança. O São Paulo começou o jogo com o esquema 3–5–2, enquanto o Liverpool optou por uma formação 4–4–1–1. A primeira oportunidade de gol da partida foi do Liverpool, com apenas 79 segundos de jogo, quando o capitão Steven Gerrard cruzou a bola na grande área e o atacante Fernando Morientes efetuou um cabeceio por cima da meta. O Liverpool continuou criando oportunidades para marcar o gol, sendo que mais duas cabeçadas foram desperdiçadas, ambas de Luis García. Naquela altura, o São Paulo havia criado apenas uma chance, com Amoroso, mas a equipe foi crescendo em confiança e quase abriu o placar em uma tentativa do defensor Cicinho, na qual a bola passou por cima do travessão.
A pressão exercida pelo São Paulo surtiu resultado quando a equipe inaugurou o marcador aos 27 minutos do primeiro tempo. Um passe chapado de Aloísio para Mineiro encontrou o meio-campista livre de marcação, o qual avançou com a bola e chutou em gol na saída de Pepe Reina, estabelecendo 1–0 para o São Paulo. Este gol encerrou uma sequência de 1 041 minutos do Liverpool sem conceder um gol ao adversário. No minuto seguinte, o Liverpool quase empatou a partida, onde Xabi Alonso executou a cobrança de um escanteio, e García arrematou na trave. O Liverpool criou outra chance antes dos trinta minutos de jogo, mas desperdiçou um cabeceio com Morientes novamente; cinco minutos depois, Gerrard recebeu passe de Harry Kewell e chutou perto da meta de Rogério Ceni. O goleiro do São Paulo acabou realizando outras três defesas importantes nos sete minutos finais da primeira etapa, impedindo o empate da equipe inglesa, incluindo um disparo frontal do defensor Sami Hyypiä.
O Liverpool continuou criando oportunidades de gol no início da segunda etapa. Logo aos sete minutos, a equipe obteve uma falta distante vinte e dois metros da meta adversária. A cobrança de Gerrard acabou saindo perfeita, no entanto, o goleiro Rogério Ceni fez a defesa; ele impediu novamente o gol adversário quando defendeu um cruzamento de Kewell em direção ao gol. A equipe inglesa teve seu primeiro gol anulado quando García cabeceou na posição de impedimento; poucos instantes depois, Morientes desperdiçou outra clara chance de gol ao arrematar por cima do travessão. Em seguida, o Liverpool teve mais um gol anulado, quando Hyypiä marcou após uma cobrança de escanteio de Xabi Alonso, onde o árbitro alegou que a bola havia feito uma curva por fora das linhas de jogo, inviabilizando a cobrança.
O São Paulo fez sua primeira substituição aos 30 minutos do segundo tempo, quando Grafite ingressou no lugar de Aloísio, enquanto o Liverpool optou por fazer duas substituições quatro minutos depois no intuito de empatar a partida. Simultaneamente, Stephen Warnock e Mohamed Sissoko deram lugar à John Arne Riise e Florent Sinama-Pongolle; seis minutos após, Peter Crouch entrou na vaga de Morientes. O time inglês acabou por ter o seu terceiro gol anulado aos 44 minutos do segundo tempo, após impedimento de Sinama-Pongolle quando este concluiu ao gol de Ceni. A última chance clara do Liverpool aconteceu nos acréscimos, mas García chutou fora da meta são-paulina. Esgotado o tempo, o árbitro apitou o final da etapa e o São Paulo sagrou-se campeão do Campeonato Mundial de Clubes da FIFA com um triunfo de 1–0.

### Detalhes
| 18 de dezembro de 2005 | São Paulo   | 1 – 0     | Liverpool | Estádio Internacional, Yokohama               |
| 19:20 JST              | Mineiro 27' | Relatório |           | Público: 66 821 Árbitro: MEX Benito Archundia |

| São Paulo | Liverpool |

| SÃO PAULO:     |    |                |     |     |
|                |    |                |     |     |
| G              | 1  | Rogério Ceni   | 90' |     |
| LD             | 2  | Cicinho        |     |     |
| Z              | 5  | Diego Lugano   | 57' |     |
| Z              | 3  | Fabão          |     |     |
| Z              | 4  | Edcarlos       |     |     |
| LE             | 6  | Júnior         |     |     |
| V              | 7  | Mineiro        |     |     |
| V              | 8  | Josué          |     |     |
| M              | 10 | Danilo         |     |     |
| A              | 11 | Márcio Amoroso |     |     |
| A              | 14 | Aloísio        |     | 75' |
| Substituições: |    |                |     |     |
| A              | 9  | Grafite        |     | 75' |
| Treinador:     |    |                |     |     |
| Paulo Autuori  |    |                |     |     |

| LIVERPOOL:     |    |                         |  |     |
|                |    |                         |  |     |
| G              | 12 | Pepe Reina              |  |     |
| LD             | 3  | Steve Finnan            |  |     |
| Z              | 4  | Sami Hyypiä             |  |     |
| Z              | 23 | Jamie Carragher         |  |     |
| LE             | 2  | Stephen Warnock         |  | 79' |
| V              | 22 | Mohamed Sissoko         |  | 79' |
| V              | 14 | Xabi Alonso             |  |     |
| M              | 8  | Steven Gerrard          |  |     |
| A              | 7  | Harry Kewell            |  |     |
| A              | 10 | Luis García             |  |     |
| A              | 19 | Fernando Morientes      |  | 85' |
| Substituições: |    |                         |  |     |
| LE             | 6  | John Arne Riise         |  | 79' |
| A              | 11 | Florent Sinama-Pongolle |  | 79' |
| A              | 15 | Peter Crouch            |  | 85' |
| Treinador:     |    |                         |  |     |
| Rafael Benítez |    |                         |  |     |

| Homem do Jogo: Rogério Ceni (São Paulo)[carece de fontes?] Bandeirinhas: CAN Héctor Vergara MEX Arturo Velázquez Quarto árbitro: JPN Toru Kamikawa | Regras de jogo - 90 minutos - 30 minutos de prorrogação se necessário - Cobrança de pênaltis caso persista igualdade - Doze jogadores no banco de reservas, sendo que três podem entrar durante a partida |

### Estatísticas
|                   | São Paulo | Liverpool |
| ----------------- | --------- | --------- |
| Gols marcados     | 1         | 0         |
| Chutes            | 4         | 21        |
| Chutes a gol      | 2         | 8         |
| Posse de bola     | 27        | 83        |
| Escanteios        | 3         | 17        |
| Faltas cometidas  | 7         | 3         |
| Impedimentos      | 2         | 7         |
| Cartões amarelos  | 4         | 0         |
| Cartões vermelhos | 0         | 0         |

## Pós-jogo

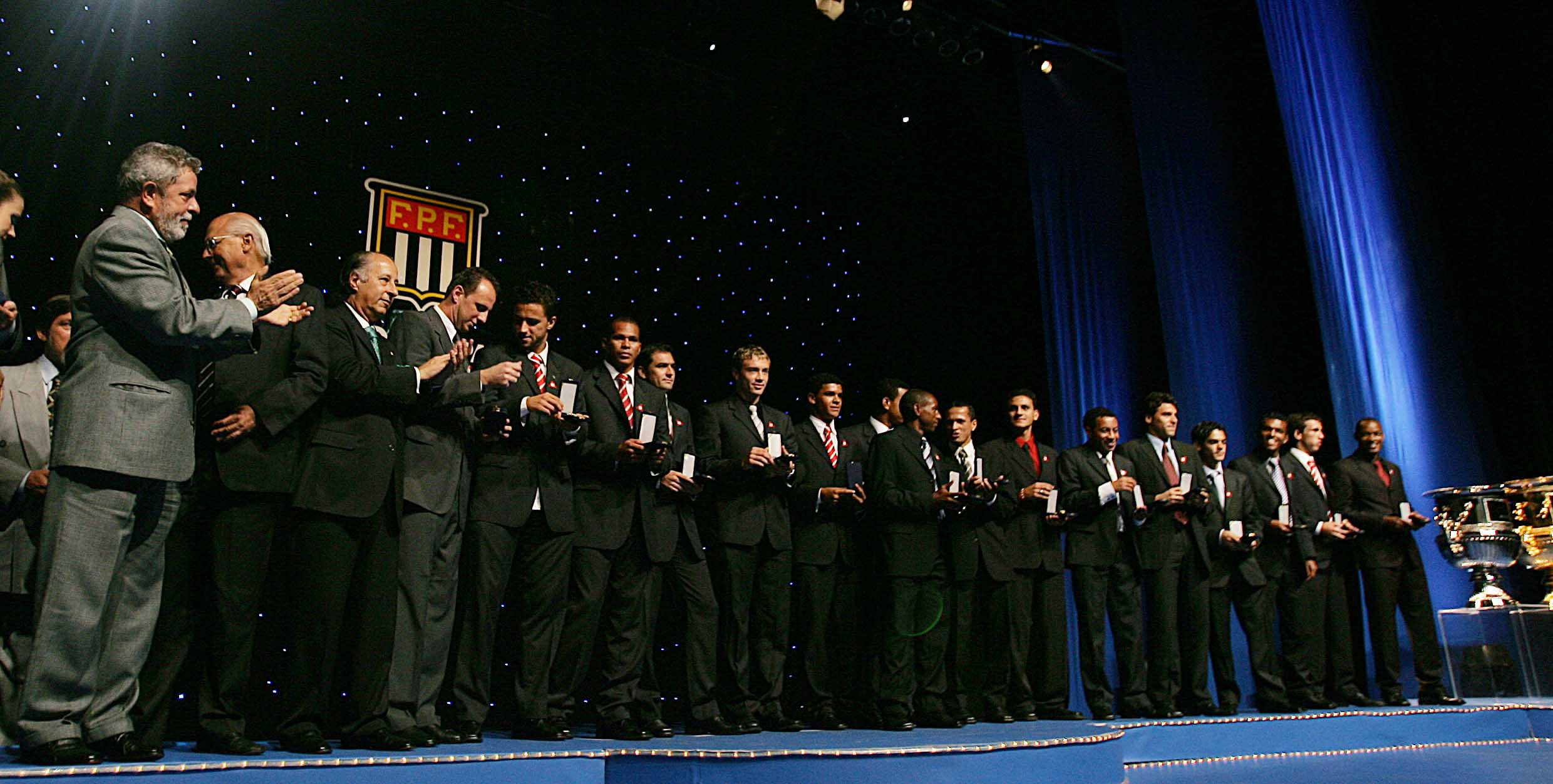
Equipe do São Paulo recebendo uma homenagem do então presidente do Brasil Lula e da Federação Paulista de Futebol pela conquista.

A maior parte dos comentários após o final da partida se basearam na anulação dos três gols da equipe inglesa. O treinador do Liverpool, Rafa Benítez, ficou extremamente irritado e furioso com a arbitragem e protestou veementemente com o juiz e os auxiliares após o encerramento do jogo. Ele declarou na entrevista que estava certo de que pelo menos um dos gols não deveria ser anulado: "Nós sabíamos que um dos gols foi limpo, não houve impedimento." Ele também questionou a qualidade do trio de arbitragem: "Você não pode colocar um árbitro mexicano e um bandeirinha canadense em uma final de Campeonato Mundial de Clubes". O meio-campista Luis García, que teve um gol anulado, resumiu o sentimento da equipe na frase "Nós fomos prejudicados".
Porém os protestos por parte do time inglês se mostraram infundadas, uma vez que os tira-teimas mostraram que os gols foram anulados corretamente.
O goleiro do São Paulo, Rogério Ceni, foi nomeado como o Homem do Jogo e também recebeu a Bola de Ouro por ter sido o melhor jogador da competição. Ceni foi humilde ao receber as premiações, afirmando: "É uma honra ter recebido estes prêmios, porém eles não são somente para mim". Ele dedicou as honrarias aos outros membros da equipe: "Quando eu olho para este troféus eu lembro dos meus colegas de equipe, do treinador e de todas as pessoas que estão envolvidas no clube". O treinador Paulo Autuori ficou encantado com a equipe após o triunfo e concordou com Ceni afirmando que "[a] vitória foi um esforço coletivo", complementando dizendo que "era uma grande conquista para o clube". Mineiro, responsável pelo gol que rendeu o título ao clube paulista, afirmou que "este é o momento mais feliz da minha carreira".

## Premiações
| Copa do Mundo de Clubes da FIFA de 2005 |
| Brasil                                  |
| --------------------------------------- |
| São Paulo Campeão (1° título)           |

Fair Play
| Fair play | Liverpool |

### Individuais
| Bola de Ouro             | Bola de Prata              | Bola de Bronze                         |
| ------------------------ | -------------------------- | -------------------------------------- |
| Rogério Ceni (São Paulo) | Steven Gerrard (Liverpool) | Christian Bolaños (Deportivo Saprissa) |